# Канюк яструбиний
Каню́к яструбиний (Butastur indicus) — вид яструбоподібних птахів родини яструбових (Accipitridae). Гніздиться в Північно-Східній Азії, зимує в Південно-Східній Азії.

## Опис

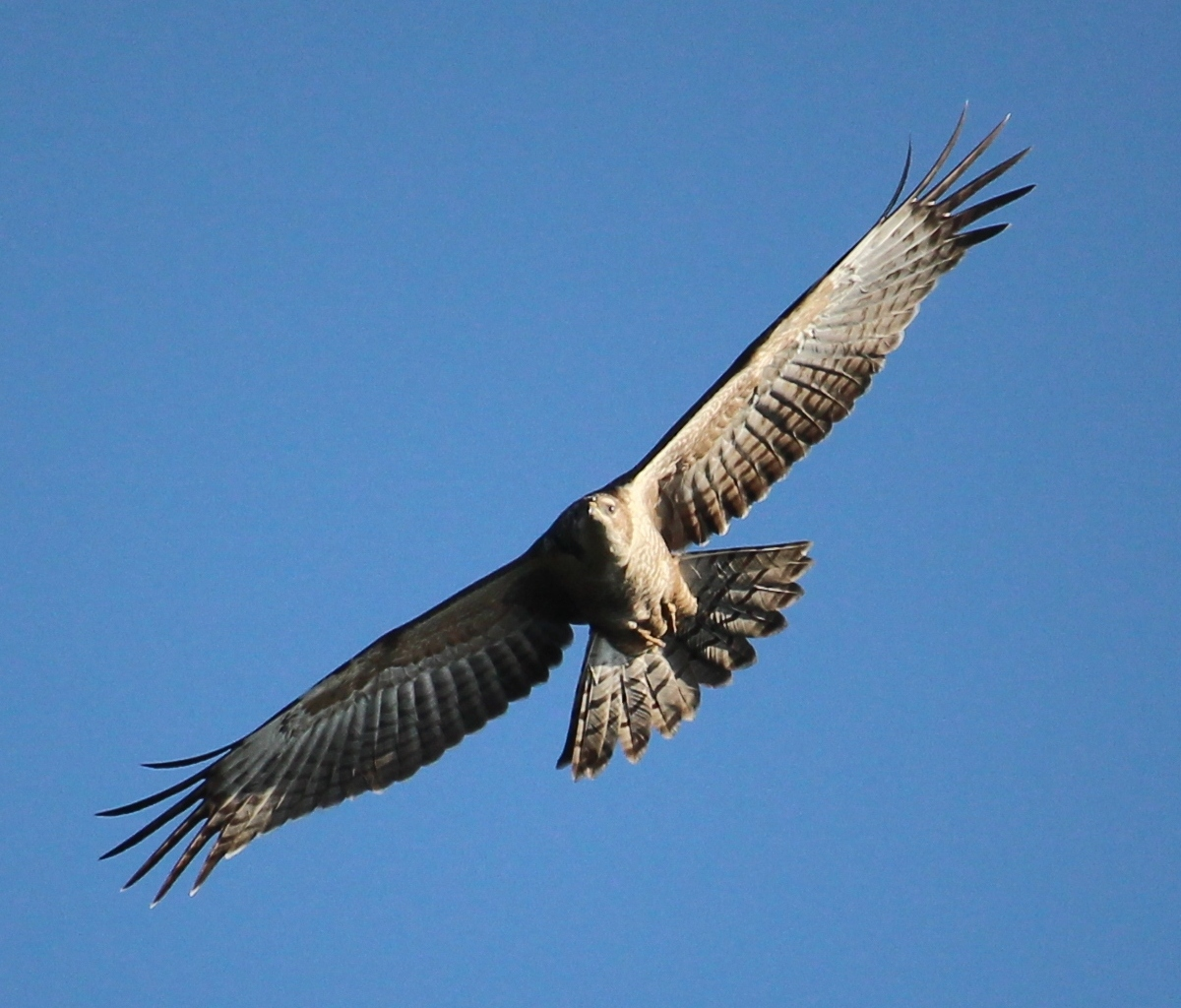
Яструбиний канюк в польоті

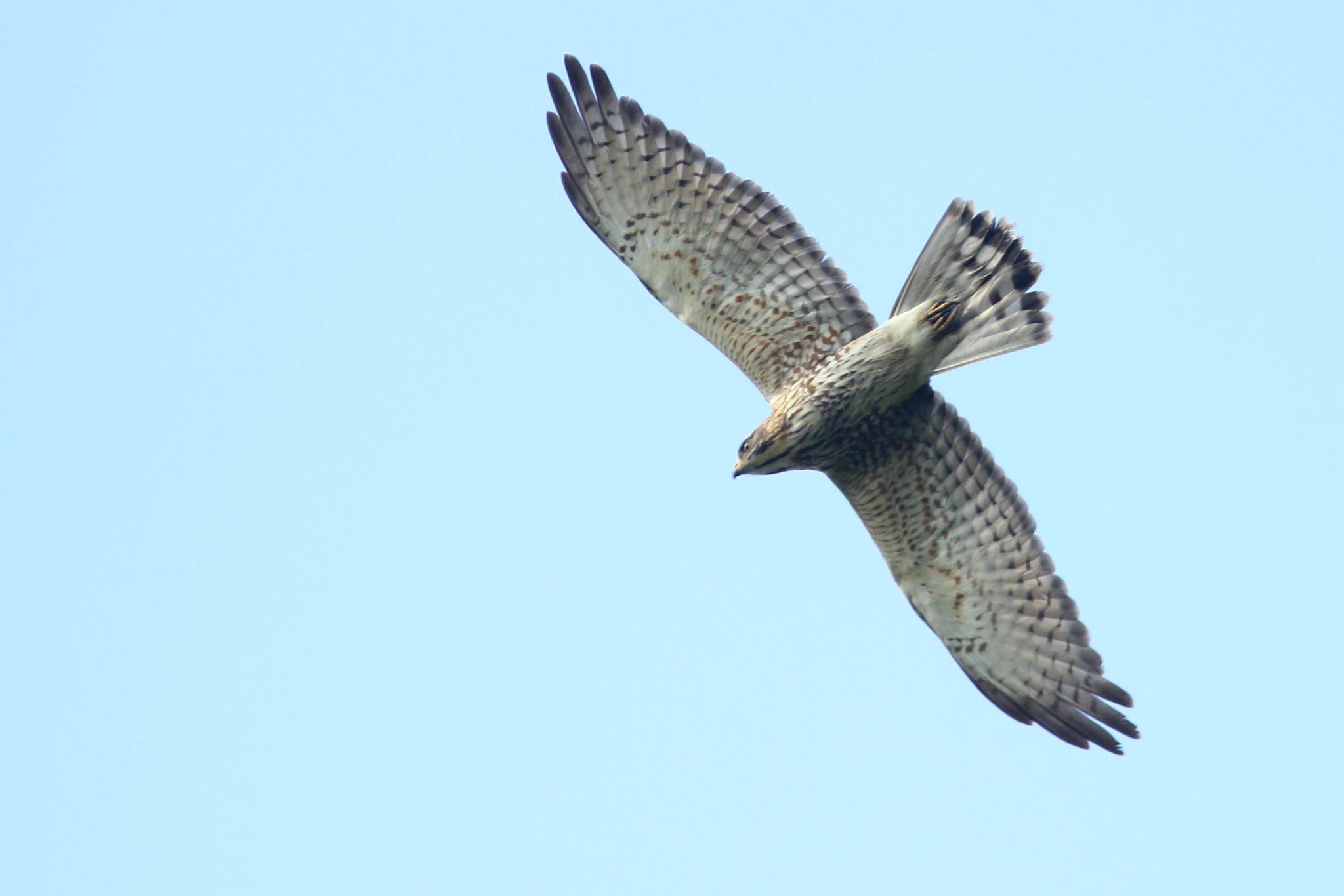
Яструбиний канюк в польоті

Довжина птаха становить 41-48 см, розмах крил 101-110 см. Голова сірувато-коричнева, щоки сірі, горло біле з чорною смугою. Верхня частина тіла і верхня частина грудей коричневі, нижня частина тіла і боки смугасті, коричнево-білі. Крила довгі, загострені і вузькі, пера тонкі. Хвіст попелясто-коричневий, поцяткований горизонтальними смугами. Райдужки яскраво-жовті. Молоді птахи мають менш рудувате забарвлення, нижня частина тіла у них поцяткована темно-коричневими поздовжніми смугами, обличчя у них коричневе, очі карі.

## Поширення і екологія
Яструбині канюки гніздяться в Японії (на островах Хонсю, Сікоку, Кюсю), на північному сході Китаю, на півночі Корейського півострова і на Далекому Сході Росії (в Приамур'ї і басейні Уссурі). Взимку вони мігрують на південь, зокрема на острови Рюкю, на Тайвань і Філіппіни, до Південного Китаю і Індокитаю, на Малайський півострів, на Великі Зондські острови і на північні Молуккські острови. Яструбині канюки живуть в різноманітних природних середовищах — в широколистяних і мішаних лісах, на узліссях, луках, пасовищах, болотах і рисових полях. Зимують на плантаціях цукрової тростини, на пасовищах і рисових полях. Зустрічаються на висоті до 2000 м над рівнем моря. На міграції формують зграйки до 25-30 птахів, переліт відбувається переважно над океаном.
Яструбині канюки живляться великими комахами, ракоподібними, амфібіями, плазунами і дрібними гризунами. Раціон птахів помітно різниться в залежності від середовища проживання. Птахи чатують на здобич, сидячи на високому сідалі, а коли її побачать, то пікірують до неї. Гніздування у них відбувається з середини квітня до початку травня. Гніздо відносно невелике, робиться з гілочок, встелюється травою і листям, розміщується на дереві. часто використовується повторно впродовж кількох років. В кладці 3-4 білих яйця, поцяткованих іржастими або червонувато-коричневими плямами. Пташенята вилурлюються наприкінці травня — на початку червея. Вони покидають гніздо через 35 днів після вилуплення, однак вони залишаються поблизу гнізда ще приблизно 2 тижні.